# 2002年香港
|        | 香港歷史 \| 香港歷史年表                                                                                                   |
| 世紀： | 20世紀香港 \| 21世紀香港 \| 22世紀香港                                                                                     |
| 年代： | 1970年代香港 \| 1980年代香港 \| 1990年代香港 \| 2000年代香港 \| 2010年代香港 \| 2020年代香港 \| 2030年代香港               |
| 年份： | 1998年香港 \| 1999年香港 \| 2000年香港 \| 2001年香港 \| 2002年香港 \| 2003年香港 \| 2004年香港 \| 2005年香港 \| 2006年香港 |
| 紀年： | 壬午年（马年）、香港開埠161周年、香港回歸5周年                                                                             |

2002年是香港主權移交後的第5年。

## 政府

### 行政

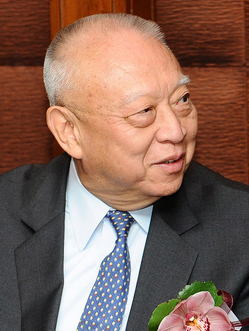
行政長官：董建華
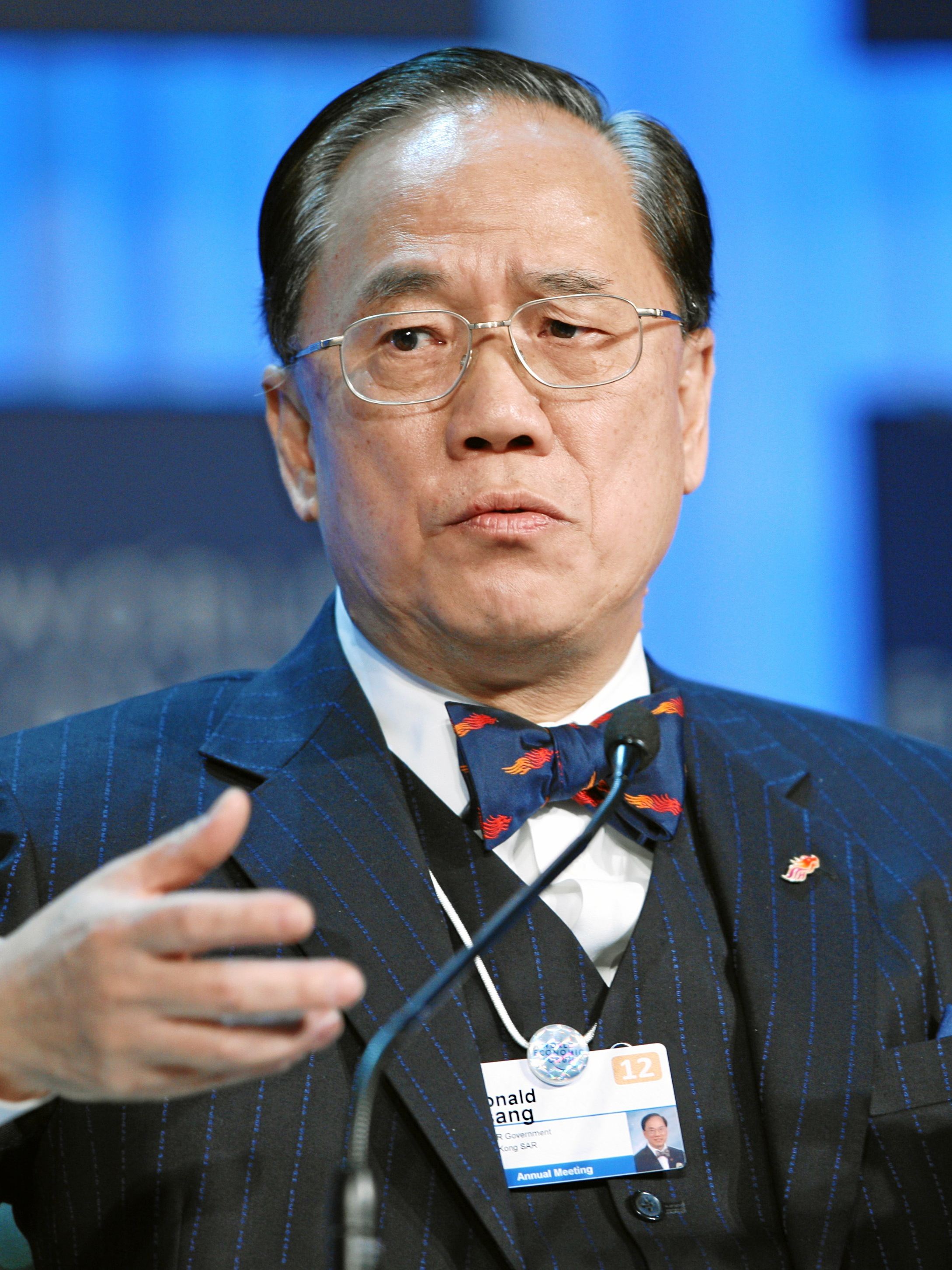
政務司司長：曾蔭權
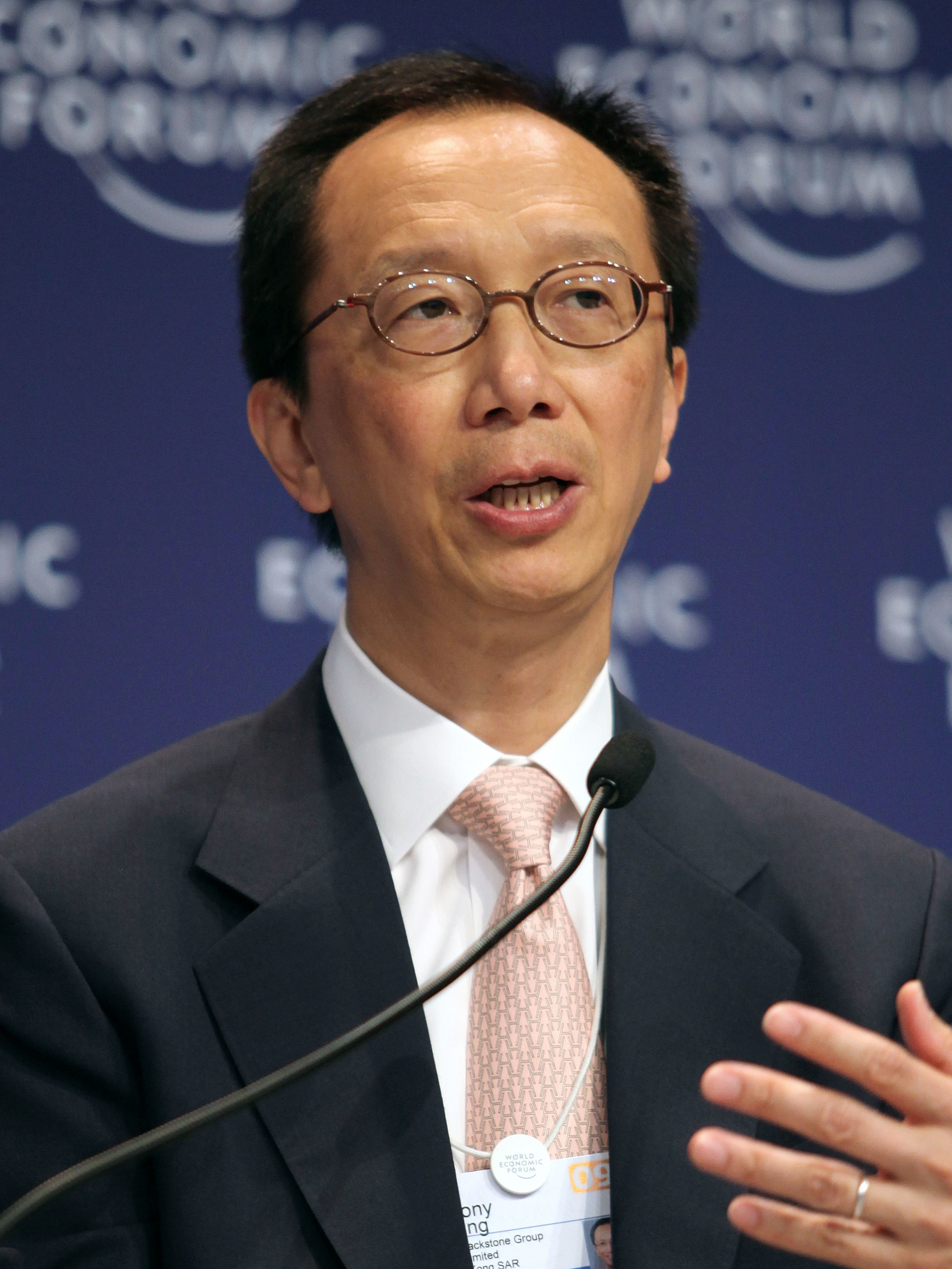
財政司司長：梁錦松
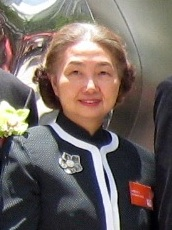
律政司司長：梁愛詩

### 立法

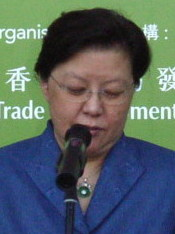
立法會主席：范徐麗泰

### 司法

終審法院首席法官：李國能

## 大事記

### 1月
- 1月1日：九龍尖沙咀文化中心附近的慶祝新年活動中發生警民衝突。
- 1月4日：大埔太和邨翠和樓命案，一名14歲少女被姦殺。
- 1月5日：屯門大利茶餐廳命案。4名兇徒疑因黑幫糾紛，手持18吋牛肉刀斬殺在屯門嘉喜利大廈大利茶餐廳正在喝下午茶的男死者黃志成（27歲），死者身中10刀身亡。
- 1月13日：
  - 土瓜灣益豐大廈命案，女死者疑欠下賭債，遭兇徒虐打致死移屍益豐大廈梯間，5日後被發現。
  - 沙田新田圍邨康圍樓一個兩人同住的長者單位發生命案，一名老翁死亡。[1]
- 1月21日：慈雲山慈正邨正怡樓39樓倫常命案，造成三死傷。
- 1月25日：荔景邨樂景樓15樓縱火案。
- 香港芭蕾舞團轉以商業方式運作，同日，港芭之友正式成為財政獨立機構。

### 2月
- 2月14日：
  - 漆咸道華柏商業大廈七字樓電梯大堂命案。
  - 粉嶺景盛苑D座賢景閣31樓情殺案。
- 2月24日：長沙灣青山道247號3樓皮篋藏屍案。
- 2月27日：土瓜灣樂民新村擲嬰案。
- 2月28日：董建華在無有效對手的情況下，於2002年香港特別行政區行政長官選舉自動當選。

### 3月
- 3月7日：九龍城東頭邨23座重建地盤命案。
- 3月9日：政府任命前區域市政總署副署長林錦光為香港駐新加坡經濟貿易辦事處主任至2009年6月止，同年6月生效。
- 3月15日：元朗西菁街酒吧兇殺案。
- 3月16日：葵涌光輝圍嘉寶大廈13樓雙屍情殺案。
- 3月19日：元朗新田麒麟村黑幫廝殺事件。
- 3月24日：緬甸臺二號後巷命案。

### 4月
- 4月3日：數碼港落成。
- 4月4日：
  - 天水圍天頌苑頌澤閣4樓命案
  - 觀塘輔仁街天台屋倫常兇案
- 4月13日：
  - 荃灣麗城花園第6座38樓滅門慘案
  - 天水圍天富苑倫常慘案
- 4月20日：牛頭角下邨第二座燒炭雙屍倫常慘案
- 4月21日：富寧花園第2座14樓家庭慘劇
- 4月27日：大埔富善邨便利店命案

### 5月
- 5月1日：東涌下皮嶺村9號A 2樓命案。
- 5月2日：牛頭角宜安街市政街市行人路兇殺案。
- 5月7日：新蒲崗康強街39號命案。
- 5月17日：秀茂坪順天邨天權樓16樓命案。
- 5月27日：香港實施亂拋垃圾定額罰款制度，當時定額罰款$600。

### 6月
- 6月15日：沙田馬場直播世界盃中國對土耳其賽事後，發現看台長櫈座位下有一個寫上「炸彈」的膠袋，警方接報到場引爆。
- 6月29日：香港回歸紀念日前夕，70名法輪功學員被拒入境。[2]
- 6月30日：
  - 時任中共總書記兼國家主席江澤民與夫人及時任中共政治局委員兼副總理錢其琛等飛抵赤鱲角機場，出席回歸5周年活動。

### 7月
- 7月1日：香港行政長官董建華第2任任期開始。（參見：2002年香港特別行政區行政長官選舉）
- 7月5日：基隆街263號梯間命案。
- 7月8日：馬頭圍道福星大廈8樓燒屍案。
- 7月19日：香港考試局改名為香港考試及評核局。
- 7月26日：
  - 屯門安定邨定泰樓4樓423室兇殺案，兩名兒童死亡。
- 7月29日：龍翔道近天馬苑5車相撞，17人受傷。
- 7月31日：大埔大明里命案。

### 8月
- 8月2日：
  - 大老山隧道抽氣泵房草叢殘肢案。
  - 台灣法院判定蘇永康服食二級毒品MDMA（包括搖頭丸）罪成，即時送往戒毒所戒毒，為期14日至一個月。蘇永康對此表示「無奈接受」。[3]
- 8月4日：屯門藍地發生兇殺案。一對港泰同居男女疑因財失義發生激烈爭執，43歲男子身中七刀慘死，女友亦腹部中多刀命危，九個月大的女兒未有受傷。[4]
- 8月6日：重慶大廈文華賓館命案。
- 8月7日：尖沙嘴遊客區爆發近年最大規模的黑幫晒馬事件，兩大黑幫「十四K」及「新義安」出動500多人聚集。警方在2小時拘捕121人，並一度將梳士巴利道及廣東道封鎖。[5]
- 8月9日：國泰航空一架由香港飛往美國三藩市的747-400型客機，下午在赤鱲角機場起飛後僅一分鐘，機師及機場控制塔人員發現飛機引擎起火冒煙，最後機師關掉起火的引擎和空中釋放燃油後安全降落，無人受傷。[6]
- 8月11日：觀塘月華街及尖沙嘴加拿芬道分別發生塌露台及簷篷意外，共釀成一死五傷。[7]
- 8月18日：地鐵（今港鐵）將軍澳線全線通車。[8][9]
- 8月23日：屯門青山公路雙重兇殺及縱火案。
- 8月29日：上環普慶坊大安台5號地舖兇殺案。
- 8月31日：香港中文大學四個書院新生輔導營籌委會，就8月23日迎新活動「四院互片」期間，喊叫侮辱女生及色情的性騷擾口號，向中大全校及社會作公開道歉。[10]

### 9月
- 9月10日至9月12日：強烈熱帶風暴黑格比襲港，天文台發出八號烈風或暴風信號，1死32傷。[11][12]
- 9月17日：元朗天水圍屏廈路坑尾村情殺案。
- 9月21日：屯門安定邨定德樓14樓命案。
- 9月23日：在任達27年的天主教香港教區樞機主教胡振中因骨髓癌病逝，終年77歲，陳日君接任主教一職。[13]

### 10月
- 10月16日：
  - 青衣邨命案。
- 10月18日：歌手羅文因肝癌病逝，終年57歲。[14]
- 10月29日：
  - 黃大仙東頭邨22座10樓命案。
- 10月30日：
  - 下午二時許，一輛行走93A線的都城嘉慕威曼都城巴士在寶琳路近馬游塘村與一輛失控越綫的私家車相撞，私家車司機死亡，車上男乘客重傷。
  - 黃大仙翠竹花園發生石油氣爆炸，3死21傷。[15]

### 11月
- 11月3日：500香港演藝團體遊行抗議東周刊刊登劉嘉玲祼照，周刊老闆楊受成被迫下令停刊。
- 11月13日：房屋及規劃地政局局長孫明揚宣佈新房屋政策[16]，被稱為「孫九招」。
- 11月19日：朱鎔基首次以國務院總理身份訪港，在禮賓府出席歡迎晚宴，談及香港問題，包括經濟不景和香港獨特優勢等，其中一段話：「香港的前途是光明的[...]我就不相信香港搞不好。如果香港搞不好，不單你們有責任，我們也有責任，香港回歸祖國，在我們的手裡搞壞了，那我們豈不成了民族罪人？」成為經典。[17][18]
- 11月20日：西貢榕樹澳槍殺案。[19]
- 11月24日：將軍澳茵怡花園第7座東翼30樓命案。[20]
- 11月26日：元朗丹桂花園27號雙重兇殺案。
- 11月29日：為減少公立醫院急症室濫用情況，故由本日起開始收費，收費為100港元，結束了多年來急症室費用全免的情況。時任衞生福利及食物局局長楊永強醫生向傳媒稱首天收費後，急症室使用率減少了10%。[21]
- 11月30日：中環陸羽茶室發生罕見槍擊事件，品茗熟客及香港商人林漢烈被職業殺手近距離連開兩槍射殺。事後買兇者及行兇者一幫共八人，在深圳被捕。

### 12月
- 12月1日：首批內地冰鮮雞到港。[22]
- 12月7日：將軍澳寶順路自行車道兇殺案。
- 12月17日：銅鑼灣遊艇會謀殺案。
- 12月20日：

- - 唐永強（38歲）在元朗白沙村的家中疑因不滿妻子紅杏出牆而挾持三名子女，企圖以石油氣同歸於盡，想要籍此威脅妻子及聲稱要以5隻跟自己有血緣關係的鬼魂報復她。之後，警方聯同消防員破門入屋，唐永強欲點火引爆石油氣，引起閃燃，導致唐和其3名子女身受重傷。消防員其後在屋內搜查時，在一個衣櫃裡發現於12月19日放學後失蹤的女童嚴佩珊（10歲）的屍體，並發現她曾遭到唐永強性侵犯。翌日，警方在唐寓所內的一個沙井起出另一名早於12月4日晚上在元朗廣場「YES STATIONS」失蹤的女童陳諾雯（11歲）的屍體。警方事後調查發現陳諾雯和嚴佩珊被唐永強拐騙到其住宅後遭殺害並姦屍。事件合共造成2人死亡，4人受傷。這宗女童藏屍案在香港社會造成極大的轟動。[23]
- 12月23日：
  - 將軍澳翠林邨雅林樓命案。
- 12月26日：天水圍天頌苑情殺案。

## 節慶
下列節慶，如無註明，均是香港的公眾假期，同時亦是法定假日（俗稱勞工假期）。有 # 號者，不是公眾假期或法定假日（除非適逢星期日或其它假期），但在商業炒作下，市面上有一定節慶氣氛，傳媒亦對其活動有所報導。詳情可參看香港節日與公眾假期。
- 1月1日（星期二）：元旦
- 2月12日（星期二）：農曆年初一
- 2月13日（星期三）：農曆年初二
- 2月14日（星期四）：農曆年初三
- 3月29日（星期五）：耶穌受難節（是公眾假期，但不是法定假日）
- 3月30日（星期六）：耶穌受難節翌日（是公眾假期，但不是法定假日）
- 4月1日（星期一）：復活節星期一（是公眾假期，但不是法定假日）
- 4月4日（星期四）：兒童節 #
- 4月5日（星期五）：清明節
- 5月1日（星期三）：勞動節
- 5月19日（星期日）：佛誕
- 5月20日（星期一）：佛誕翌日（補5月19日）（是公眾假期，但不是法定假日）
- 6月15日（星期六）：端午節
- 7月1日（星期一）：香港特別行政區成立紀念日
- 9月21日（星期六）：中秋節（補9月22日）
- 10月1日（星期二）：中華人民共和國國慶日
- 10月14日（星期一）：重陽節
- 10月31日（星期四）：萬聖夜 #
- 12月22日（星期六）：冬至（是法定假日，但不是公眾假期，根據法定假日放假的機構，或會聖誕節放假，冬至不放假。部份機構或會提早下班）
- 12月24日（星期二）：平安夜#（不是公眾假期或法定假日，但部份機構或會提早下班或放假一天）
- 12月25日（星期三）：聖誕節（根據法定假日放假的機構，或會冬至放假，聖誕節不放假）
- 12月26日（星期四）：聖誕節後第一個周日（是公眾假期，但不是法定假日）
- 12月31日（星期二）：公曆除夕# （不是公眾假期或法定假日，但部份機構或會提早下班或放假一天）

## 出生人物
- 4月11日——莊子璇，2023年度香港小姐競選 冠軍。
- 9月8日——李國永，著名社運人士。
- 12月31日——羅梓龍，香港童星。

## 逝世人物
- 1月7日——楊牧谷牧師，56歲，原名楊文輝，華人神學家，2001年12月在英國度假時突然暈倒留院，延至當日安息主懷。
- 1月31日——陸嘉榮，28歲，前香港足球員，曾因打假波弊案被判入獄及終身禁賽，因腹膜癌逝世。
- 4月19日——黎偉明，36歲，無綫電視配音員，因血癌逝世。
- 5月16日——馮秉芬爵士，90歲，香港商人、政治家，曾任多項公職。
- 7月31日——陳寶蓮，29歲，香港女演員，於上海寓所跳樓自殺身亡。
- 9月23日——胡振中樞機，77歲，天主教香港教區主教，因血癌逝世。
- 10月18日——羅文，57歲，著名歌手，因肝癌逝世。
- 11月2日——羅烈，64歲，香港男演員，曾任亞洲電視藝員，因心臟病發逝世。

## 大型獎項

### 社會貢獻
- 大紫荊勳章：曾蔭權、梁愛詩、鍾逸傑、田長霖
- 金英勇勳章：Khan Zafar Iqbal
- 銀英勇勳章：梁成恩

香港十大傑出青年選舉：陳慶芸、陳慧汶（陳慧琳）、何百昌、辛小紅、廖家傑、李志剛、梁建楓、梁冬陽、黃真真、任詠華（共10名）

### 2002年香港電影金像獎（第21屆）
- 最佳電影：《少林足球》
- 最佳導演：周星馳 - 《少林足球》
- 最佳男主角：周星馳 - 《少林足球》
- 最佳女主角：張艾嘉 - 《地久天長》

### 電視廣播有限公司獎項（2002年）
- 香港小姐冠軍：林敏俐
- 最佳男主角：羅嘉良
- 最佳女主角：陳慧珊
- 飛躍進步男演員：陳豪
- 飛躍進步女演員：胡杏兒
- 萬千光輝演藝大獎（終身演藝成就獎）：羅蘭
- 全球華人新秀歌唱大賽香港區選拔賽金咪大獎（冠軍）：吳浩康
- 最受歡迎男歌手：李克勤
- 最受歡迎女歌手：楊千嬅
- 金曲金獎：《明年今日》（歌手：陳奕迅）

## 外部連結
- 香港年報2002（页面存档备份，存于）